# 中亚通史
《中亚通史》是一部由中国学者王治来、丁笃本所著的描写中亚历史的通史类书籍，记录了自上古到苏联解体后中亚的历史。其中古代卷（上、下）和近代卷由王治来编写，现代卷由丁笃本编写，现已由新疆人民出版社出版。2010年，人民出版社出版四卷本。